# Thevitella
Thevitella és un gènere d'arnes de la família Crambidae descrita per Pierre Viette el 1958. Conté només una espècie, Thevitella alphalis, que es troba a Madagascar.